# U-508 (tàu ngầm Đức)
U-508 là một tàu ngầm tấn công  Lớp Type IX thuộc phân lớp Type IXC được Hải quân Đức Quốc Xã chế tạo trong Chiến tranh Thế giới thứ hai. Nhập biên chế năm 1941, nó đã thực hiện được sáu chuyến tuần tra, đánh chìm được 14 tàu buôn với tổng tải trọng 74.087 GRT. Trong chuyến tuần tra cuối cùng, U-508 bị một máy bay ném bom B-24 Liberator của Hải quân Hoa Kỳ đánh chìm trong vịnh Biscay vào ngày 12 tháng 11, 1943.

## Thiết kế và chế tạo

### Thiết kế
Thiết kế của tàu ngầm Type IXC có kích thước hơi nhỉnh hơn so với phân lớp Type IXB dẫn trước. Chúng có trọng lượng choán nước 1.120 t (1.100 tấn Anh) khi nổi và 1.232 t (1.213 tấn Anh) khi lặn. Con tàu có chiều dài chung 76,76 m (251 ft 10 in), lớp vỏ trong chịu áp lực dài 58,75 m (192 ft 9 in), mạn tàu rộng 6,76 m (22 ft 2 in), chiều cao 9,60 m (31 ft 6 in) và mớn nước 4,70 m (15 ft 5 in).
Chúng trang bị hai động cơ diesel MAN M 9 V 40/46 siêu tăng áp 9-xy lanh 4 thì, tổng công suất 4.400 PS (3.200 kW; 4.300 bhp), dẫn động hai trục chân vịt đường kính 1,92 m (6,3 ft), cho phép đạt tốc độ tối đa 18,3 kn (33,9 km/h), và tầm hoạt động tối đa 13.450 nmi (24.910 km) khi đi tốc độ đường trường 10 kn (19 km/h). Khi đi ngầm dưới nước, chúng sử dụng hai động cơ/máy phát điện Siemens-Schuckert 2 GU 345/34 tổng công suất 1.000 PS (740 kW; 990 shp). Tốc độ tối đa khi lặn là 7,3 kn (13,5 km/h), và tầm hoạt động 63 nmi (117 km) ở tốc độ 4 kn (7,4 km/h). Con tàu có khả năng lặn sâu đến 230 m (750 ft).
Vũ khí trang bị có sáu ống phóng ngư lôi 53,3 cm (21 in), bao gồm bốn ống trước mũi và hai ống phía đuôi, và mang theo tổng cộng 22 quả ngư lôi 53,3 cm (21 in). Tàu ngầm Type IX trang bị một hải pháo 10,5 cm (4,1 in) SK C/32 với 110 quả đạn, một pháo phòng không 3,7 cm (1,5 in) SK C/30 và hai pháo phòng không 2 cm (0,79 in) C/30. Thủy thủ đoàn bao gồm 4 sĩ quan và 44 thủy thủ.

### Chế tạo
U-508 được đặt hàng vào ngày 20 tháng 10, 1939, và được đặt lườn tại xưởng tàu Deutsche Werft ở Hamburg vào ngày 24 tháng 9, 1940. Nó được hạ thủy vào ngày 30 tháng 7, 1941, và nhập biên chế cùng Hải quân Đức Quốc Xã vào ngày 20 tháng 10, 1941 dưới quyền chỉ huy của Hạm trưởng, Trung úy Hải quân Georg Staats.

## Lịch sử hoạt động
Sau khi hoàn tất việc chạy thử máy và huấn luyện trong thành phần Chi hạm đội U-boat 4, U-508 được điều sang Chi hạm đội U-boat 10 từ ngày 1 tháng 7, 1942 để hoạt động trên tuyến đầu cho đến khi bị mất.

### 1942

#### Chuyến tuần tra thứ nhất
U-508 khởi hành từ cảng Kiel, Đức vào ngày 30 tháng 7, 1942 cho chuyến tuần tra đầu tiên trong chiến tranh. Nó tiến ra Bắc Hải, rồi băng qua khe GI-UK giữa Iceland và quần đảo Faroe để vòng qua quần đảo Anh. Chiếc U-boat tiếp tục băng qua suốt Đại Tây Dương để hoạt động tại các vùng biển Caribe và vịnh Mexico. Vào ngày 12 tháng 8, nó phóng ngư lôi tấn công một đoàn tàu vận tải, đánh chìm các tàu buôn Cuba Manzanillo 1.025 GRT và Santiago de Cuba 1.685 GRT trong eo biển Florida. Chiếc tàu ngầm kết thúc chuyến tuần tra khi quay trở về cảng Lorient bên bờ Đại Tây Dương của Pháp đã bị Đức chiếm đóng, đến nơi vào ngày 15 tháng 9. Lorient trở thành căn cứ hoạt động chính của nó trong hầu hết thời gian còn lại của quãng đời hoạt động.

### 1942

#### Chuyến tuần tra thứ sáu – Bị mất
Sau khi chuyển căn cứ hoạt động từ Lorient đến St. Nazaire cùng bên bờ Đại Tây Dương của Pháp vào đầu tháng 11, U-508 xuất phát từ đây vào ngày 9 tháng 11 cho chuyến tuần tra thứ sáu, cũng là chuyến cuối cùng. Chiếc U-boat vẫn còn đang di chuyển để hướng ra Đại Tây Dương vào ngày 12 tháng 11, khi nó bị một máy bay ném bom B-24 Liberator thuộc Liên đội VP-103 Hải quân Hoa Kỳ thả mìn sâu đánh chìm trong vịnh Biscay, tại tọa độ 46°00′B 7°30′T / 46°B 7,5°T. Toàn bộ 57 thành viên thủy thủ đoàn của U-508 đều đã tử trận.

### Tóm tắt chiến công
U-508 đã đánh chìm được 14 tàu buôn tổng tải trọng 74.087 GRT :
| Ngày              | Tên tàu             | Quốc tịch     | Tải trọng | Số phận      |
| ----------------- | ------------------- | ------------- | --------- | ------------ |
| 12 tháng 8, 1942  | Manzanillo          | Cuba          | 1.025     | Bị đánh chìm |
| 12 tháng 8, 1942  | Santiago de Cuba    | Cuba          | 1.685     | Bị đánh chìm |
| 7 tháng 11, 1942  | Lindenhall          | Liên hiệp Anh | 5.248     | Bị đánh chìm |
| 7 tháng 11, 1942  | Nathaniel Hawthorne | Hoa Kỳ        | 7.176     | Bị đánh chìm |
| 17 tháng 11, 1942 | City of Corinth     | Liên hiệp Anh | 5.318     | Bị đánh chìm |
| 27 tháng 11, 1942 | Clan Macfadyen      | Liên hiệp Anh | 6.191     | Bị đánh chìm |
| 28 tháng 11, 1942 | Empire Cromwell     | Liên hiệp Anh | 5.970     | Bị đánh chìm |
| 1 tháng 12, 1942  | Trevalgan           | Liên hiệp Anh | 5.299     | Bị đánh chìm |
| 2 tháng 12, 1942  | City of Bath        | Liên hiệp Anh | 5.079     | Bị đánh chìm |
| 3 tháng 12, 1942  | Solon II            | Liên hiệp Anh | 4.561     | Bị đánh chìm |
| 9 tháng 12, 1942  | Nigerian            | Liên hiệp Anh | 5.423     | Bị đánh chìm |
| 9 tháng 7, 1943   | De La Salle         | Liên hiệp Anh | 8.400     | Bị đánh chìm |
| 9 tháng 7, 1943   | Manchester Citizen  | Liên hiệp Anh | 5.343     | Bị đánh chìm |
| 18 tháng 7, 1943  | Incomati            | Liên hiệp Anh | 7.369     | Bị đánh chìm |